# 普雷德拉格·贾伊奇
普雷德拉格·贾伊奇（羅馬化：Predrag Đajić，1922年5月1日—1979年5月13日），波斯尼亚和黑塞哥维那男子足球运动员，场上位置是中场。他曾代表南斯拉夫国家队参加1950年国际足联世界杯，结果队伍止步第一轮。